# The Prostate
The Prostate, ist eine wissenschaftliche Fachzeitschrift, die vom Wiley-Blackwell-Verlag veröffentlicht wird. Sie erscheint mit 16 Ausgaben im Jahr. Es werden Arbeiten veröffentlicht, die sich mit der Prostata beschäftigen.
Der Impact Factor lag im Jahr 2014 bei 3,565. Nach der Statistik des ISI Web of Knowledge wird das Journal mit diesem Impact Factor in der Kategorie Urologie und Nephrologie an zwölfter Stelle von 76 Zeitschriften und in der Kategorie Endokrinologie und Metabolismus an 46. Stelle von 128 Zeitschriften geführt.